# جميل العاص
جميل العاص (1 يناير 1929 - 26 سبتمبر 2003) ملحن أردني وأول ملحن في العالم العربي يحصل على لقب «موسيقار» من بريطانيا. قدم مئات الألحان العذبة لزوجته سلوى العاص ولابنته رويدا ونجاة الصغيرة وفايزة أحمد وهيام يونس وسميرة توفيق وإسماعيل خضر ومحمد منير ووديع الصافي وسهام الصفدي وفؤاد حجازي ووردة الجزائرية. وشارك في وضع الألحان والموسيقى التصويرية لعدد من المسلسلات التلفزيونية وإشارات المقدمات. وكان عضوا في نقابة الفنانين الأردنيين. أبدع بالعزف على العود والبزق وقدم أغنيات وطنية جميلة للأردن.

## طفولته وتعليمه
وُلِد جميل العاص في الأول من كانون الثاني عام 1929،  لعائلة بسيطة تعيش حياة متواضعة وظروفًا عاديّة. بدأ تعليمه في الكتّاب حتى الصف الثالث الابتدائي، حيث تعلّم القراءة والكتابة وقراءة القرآن، وتميّز بموهبة ملفتة للنظر في حفظ النصوص القرآنية في التاسعة من عمره، ثم انتقل إلى التعليم النظامي واستمرّ به حتى الصف السادس، وخلال هذه المرحلة لفت نظر مُعلِّم الأناشيد المدرسيّة بحسّه المرهف للموسيقى والأغاني، فاهتم به وساعده على تنمية موهبته ضمن حدود المتاح في المدرسة آنذاك.
دفعه فضوله وشغفه بالموسيقى للتسلل إلى كنيسة القيامة، من أجل اللّحاق بصوت التراتيل التي تُتلى بمرافقة آلة الأورغن، وكانت هذه ثاني آلة موسيقية يعرفها بعد آلة العود في صغره، وكان العازف والمؤلف الفلسطيني أوغستين لاما هو عازف الأورغن الذي يخدم في صلوات الكنيسة كل يوم أحد، وبعد طلب جميل؛ أخذه الأب راعي الكنيسة إلى أوغستين الذي لاحظ بدوره أنه يتمتّع بموهبة نادرة وميول لتعلّم الموسيقى، وما لبث أن التحق بالجوقة في الكنيسة وصار يرتّل معهم. تعلّم العزف على آلة العود على يد الشيخ محمد شكري عبد الكامل مُدرّس الأناشيد في المدرسة البكرية في القدس حيث كان جميل العاص يدرس فيها، قبل أن ينتقل إلى المدرسة العمرية ويكمل دراسته في الكلية الرشيديّة ويحصل على شهادة المترك (التعليم الثانوي).

## مسيرته الفنية
عمل جميل العاص بعد دراسته مع المحامي محمّد الصّالح البرغوثي، وكانت آلة العود لا تفارقه حتى خلال ساعات العمل في مكتب المحاماة، وفي مرّة من المرّات دخل المحامي البرغوثي ووجد العاص يعزف العود بإتقان مبهر، فأُعجِب به وأبلغ صديقه الأستاذ عجاج نويهض – مدير إذاعة القدس آنذاك – بموهبة العاص، فانتقل الأخير إلى دار الإذاعة ليعمل عضوًا في الكورال ويقدّم كل يوم سبت أغنية بصوته.
اختار جميل العاص الإذاعة لتطوير موهبته الفنية، وقاد قسم الموسيقى فيها لما يقرب من ثمانية عشر عاما، عمل فيها مع ابرز قادة الراي في الأردن وفي مقدمتهم وصفي التل، الذي دعمه حين راى فيه فنانا اردنيا كبيرا.
في العام 1959 تم افتتاح الإذاعة الأردنية في العاصمة عمّان، وقبل الافتتاح قام عبدالمنعم الرّفاعي بتكليف مجموعة من موسيقات القوات المسلّحة وآخرين بتلحين نشيد “أيّها السّاري”، وهو نشيد وطني للجيش، ولم يقع اختياره على أي من الألحان التي تقدّم بها أصحابها. تم استدعاء جميل العاص، الذي كان يعمل وقتها في الإذاعة وتم تكليفه بتلحين النشيد في مهلة لا تتجاوز عشرة أيام فرد العاص بأنه يحتاج فقط لساعات معدودات. وبالفعل قام بتلحينه في نفس اليوم وتم اختيار اللحن وإذاعته، وإثر ذلك قرر عبدالمنعم الرّفاعي تعيين العاص رئيسًا للقسم الموسيقي في الإذاعة الأردنية، وتم استدعاء مجموعة من الفنانين وتشكيل فرقة موسيقى دار الإذاعة.
انضم جميل العاص إلى فريق ضمّ الشاعر رشيد زيد الكيلاني والفنان توفيق النمري، وقاموا معًا بجولات لجمع وتوثيق العديد من الأغاني والأهازيج التراثية الأردنية، فاستلهم منها العاص أعمالاً كثيرة صاغها بأسلوبه حيث كان يأخذ اللحن الأساسي ويطوّره بما يتلائم مع روح اللحن وشخصيته، ويضيف إليه الجُمَل المُكمِّلة له.استطاع العاص من خلال عمله في هذا الفريق أن يصنع أغنية أردنية على أعلى مستوى من التميّز والتعبير عن روح الإرث الموسيقي الأردني. وعلى يده وصلت الألحان الأردنية إلى مختلف دول العالم وتم توزيعها من خلال سفارات المملكة في دول العالم ولاقت استحسانًا ورواجًا كبيرًا.
اهتم العاص بالأعمال المسرحية التي كانت تؤدّى في مختلف المهرجانات الفنية في القرن العشرين، وعلى رأسها مهرجان جرش الذي كان العاص من روّاده منذ انطلاقته الأولى في الستينيات، ومن أعماله المسرحية الغنائية: العودة إلى الجنّة، عين القصر، عروسة الطّير، وتل العرايس، وخالدة. وخلال رحلته الموسيقية والمسرحية في المهرجانات والمشاركات الإذاعية والتلفزيونية، اكتشف العاص العديد من الأصوات التي أصبحت مع مرور الوقت من الأسماء الهامة في مجال الأغنية الأردنية، ولعلّ أبرز الأسماء الأردنية التي لحّن لها العاص: سلوى، إسماعيل خضر، إلياس عوالي، شكري عيّاد، فهد النجّار. ومن الأسماء العربية التي غنّت ألحان العاص: وردة الجزائرية، نجاة الصغيرة، سميرة توفيق، وديع الصافي، محمد ثروت، لطفي بُشناق.
تميّز العاص بأدائه على آلة البزق، التي كانت أقل شهرةً مما هي عليه اليوم، كان قد رأى هذه الآلة خلال إحدى رحلاته الفنية في بيروت وتعلّم عزفها هناك، وعاد بها موظّفًا إياها في التوزيع الموسيقي للأغنية الأردنية. وكان بصفته قد تميّز بأدائه على البزق قد شارك بها في عدة مهرجانات في دول غربية مثل: إزمير، لوس أنجلوس، شيكاغو، وفي معظم الدول العربية. وحاز على العديد من الجوائز لإبداعه في العزف عليها.
كتب الموسيقى التصويرية لأكثر من 16 فيلمًا سينمائيًا، كما أنه لحّن معظم أغاني الأفلام التي شاركت فيها الفنانة سميرة توفيق، ومن أشهرها: حي الله بليالي الكيف، حاسس في قلبي دقّة، يا مدقدق بن عمّي.

## مراحل الأغنية الأردنية على يد جميل العاص
المرحلة الأولى
وهي مرحلة خلق الأغنية الأردنية الملتزمة بروح الإرث الموسيقي الأردني وأغانيه المنتشرة بين الشعب في البادية والريف والمدينة التي تعبّر عن رومانسية المكان الأردني وقيم الإنسانيّة فيه المتوارثة عبر مئات الأجيال من الأردنيين، أبدع العاص خلال هذه المرحلة مجموعة من الأغاني، مثل: شدّينا ع الخيل الضمّر، النشامى، يا بو قظاظة بيظا، بالله تصبّوا هالقهوة، يا خيال الزرقا، تخسى يا كوبان، مرحب يا ريم الفلا … وغيرها.
المرحلة الثانية
بدأ العاص يلحّن لمطربين أردنيين وعرب ألحانًا جديدة، تعتمد على الجملة الموسيقيّة الشعبيّة المتعمّقة في جذور الإرث الموسيقي. ومن أعماله في هذه المرحلة: يا هلا بالضيف، بلدي عمّان، يا طير يا طاير، أنا من العقبة يا عيوني، يا بلادي أنتِ حرّة، يا خالي قرّب العيد. ومعظم تلك الأغاني كانت ملتزمة بالموضوع الأردني الوطني، فلاقت انسجامًا مع طموحات وأفكار وقضايا الأردنيين، ما منحها شهرةً ووسّع المداخل أمام دخول ألحانٍ جديدةٍ إلى المكتبة الموسيقيّة الأردنيّة.
المرحلة الثالثة
انطلق العاص في هذه المرحلة للتلحين لعدد من المطربين العرب النجوم آنذاك، ومنهم: وديع الصافي، وردة الجزائرية، نجاة الصغيرة، وغيرهم. وتميّزت ألحانه في هذه الفترة، وبخاصة التي غنتها نجاة الصغيرة، بأنها ألحان طويلة وأكثر تعقيدًا في توزيعها الموسيقي، واستخدام آلات الأوركسترا (الوترية والنفخية النحاسية والخشبية). 

## أعماله
قام بالتلحين لعدد من الأعمال الفنية والتلفزيونية منها:
- فيلم البدوية العاشقة - 1963
- فيلم بنت عنتر - 1964
- فيلم حسناء البادية - 1964
- فيلم القاهرون - 1967
- فيلم الغجرية العاشقة - 1974
- مسلسل الهجرة إلى المستقبل - 1977
- مسلسل عروة بن الورد- 1978
- مسلسل السدرة.

## وفاته
توفّي في 26 أيلول عام 2003 في عمّان بعد صراعٍ مع المرض ودُفِن بالقرب من إذاعة المملكة الأردنية الهاشميّة، تاركًا وراءه العديد من الألحان الأردنية العذبة التي ما زالت تشكّل مصدر إلهامٍ للعديد من الموسيقيين في الأردن. 